# Joseph Pisani de La Gaude
Pour les articles homonymes, voir Gaude (homonymie).
Charles-François-Joseph Pisani de La Gaude, né à Aix-en-Provence (France) le 4 mars 1743 et décédé à Namur (Royaume uni des Pays-Bas) le 23 février est le dix-septième évêque du diocèse de Namur de 1804 à sa mort. 

## Biographie

### Début de carrière
Issu d’une famille toscane dont les ancêtres s’étaient installés en Provence au XVe siècle, Pisani de La Gaude est d’abord avocat à la cour des comptes du parlement d’Aix — y suivant les traces de son père — avant d’embrasser la carrière ecclésiastique, sous l’influence de son oncle, Reboul Lambert, évêque de Saint-Paul-Trois-Châteaux (un diocèse de la Drôme fusionné avec celui de Valence en 1801). Il est ordonné prêtre en 1773 et, pendant quelque temps, bien que prêtre, poursuit son travail à la cour des comptes. Quelques années plus tard, son oncle le choisit comme vicaire général de son diocèse.

### Évêque pré-revolutionnaire
En 1783, Pisani est nommé évêque de Vence  et reçoit l’ordination épiscopale le 8 février 1784.  Il est chassé de son siège en 1791 par les révolutionnaires. Il passe alors une dizaine d’années en exil à Nice et en Italie : Nice (1791-1792), Rome (1792-1794), Venise (1794-1797), Pesaro (1797-1798), à nouveau Venise (1798-1801) et Rome (1801-1802). Dans la réorganisation des diocèses qui suit le concordat de 1801, le diocèse de Vence est supprimé et Pisani doit donner sa démission. Il rentre en France en 1802, et, en 1803, il se trouve à Paris à la recherche d'un nouveau siège épiscopal.

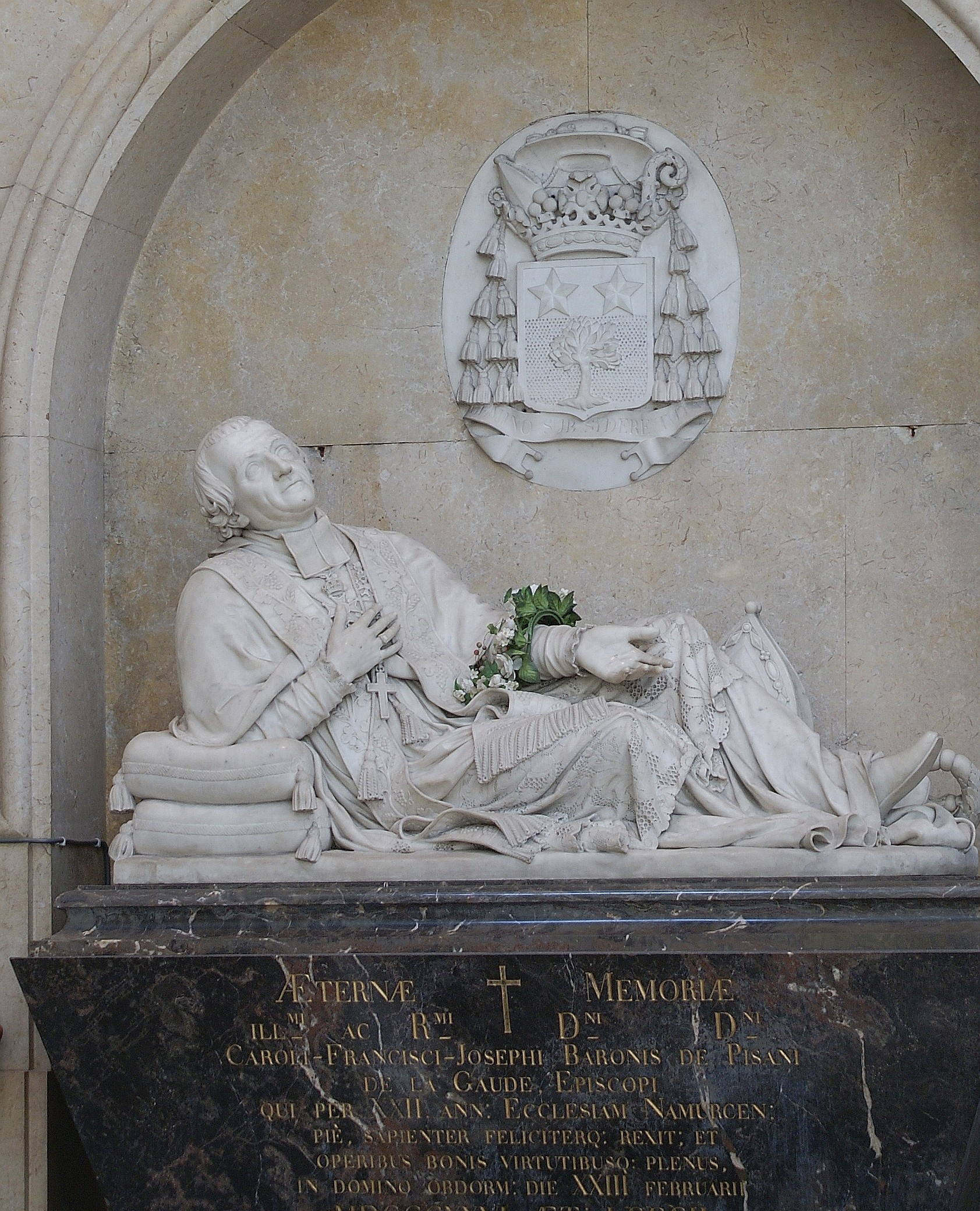
Sarcophage de Joseph Pisani de la Gaude, dans la cathédrale de Namur (1826), par Philippe Parmentier.

### Évêque à Namur
À la suite de la démission de l’évêque de Namur Claude de Bexon en septembre 1803, le siège de la ville mosane est vacant. Le diocèse passe par une crise, un schisme local a éloigné de l’Église les « Stévenistes » (disciples de l’ancien vicaire général Corneille Stevens). Le pape Pie VII cherche un ancien évêque, homme d’expérience pour reprendre en mains le diocèse de Namur. Pisani de la Gaude est son choix. Nommé le 3 février 1804 par le Premier consul Bonaparte, confirmé par le pape le 28 mai 1804, Pisani prend possession de son diocèse le 15 août de la même année.
Comme évêque, il est très actif dans la reconstruction et réorganisation de la vie pastorale du diocèse. De nouvelles paroisses sont créées. Pour parer au grave manque de prêtres il ouvre en 1807, avec sept élèves, un petit séminaire à Namur, transféré en 1819 à Floreffe avec l'accord du groupe de chanoines prémontrés qui sont revenus habiter les locaux de leur abbaye.  
Pour l’éducation, il fait appel à des congrégations religieuses. Il invite entre autres Julie Billiart à s’installer à Namur et donne en 1809 son approbation canonique à la nouvelle congrégation des Sœurs de Notre-Dame. Avec ses soutiens et encouragements, la congrégation se développe rapidement à partir de son « quartier général » namurois. 
Durant sa période namuroise il soutient financièrement la rénovation de la Cathédrale Notre-Dame de Saint-Paul-Trois-Châteaux.
Après la bataille de Waterloo et la chute de Napoléon, Pisani obtient la réconciliation de Corneille Stevens, même si le mouvement d'opposition des Stévénistes continue en se transformant en Petite Église apostolique. Il est fait également baron de l'Empire.
Charles-François-Joseph de Pisani de La Gaude meurt à Namur le 23 février 1826.

## Armoiries
| Figure | Blasonnement |
|        | Armes du baron Pizani de la Gaude et de l'Empire D'or à l'arbre arraché de sinople, au chef d'azur chargé de trois étoiles d'or ; au canton des baron évêques brochant. |